# 伊号第三十八潜水艦
| 画像をアップロード |                                                                              |
| 艦歴               |                                                                              |
| 計画               | 第四次海軍軍備補充計画（④計画）                                              |
| 起工               | 1941年6月19日                                                                |
| 進水               | 1942年4月15日                                                                |
| 就役               | 1943年1月31日                                                                |
| その後             | 1944年11月12日戦没                                                           |
| 除籍               | 1945年3月10日                                                                |
| 性能諸元           |                                                                              |
| 排水量             | 基準：2,198トン 常備：2,584トン 水中：3,654トン                              |
| 全長               | 108.7m                                                                       |
| 全幅               | 9.30m                                                                        |
| 吃水               | 5.14m                                                                        |
| 機関               | 艦本式2号10型ディーゼル2基2軸 水上：12,400馬力 水中：2,000馬力               |
| 速力               | 水上：23.6kt 水中：8.0kt                                                     |
| 航続距離           | 水上：16ktで14,000海里 水中：3ktで96海里                                     |
| 燃料               | 重油：774トン                                                                |
| 乗員               | 94名                                                                         |
| 兵装               | 40口径14cm単装砲1門 25mm機銃連装1基2挺 53cm魚雷発射管 艦首6門 九五式魚雷17本 |
| 航空機             | 零式小型水上偵察機1機 （呉式1号4型射出機1基）                                |
| 備考               | 安全潜航深度：100m                                                           |

伊号第三十八潜水艦（いごうだいさんじゅうはちせんすいかん、旧字体：伊號第三十八潜水艦）は、大日本帝国海軍の伊十五型潜水艦の19番艦。

## 艦歴
1939年（昭和14年）の第四次海軍補充計画（④計画）によって建造が決定され、1941年（昭和16年）6月19日佐世保海軍工廠で起工。1942年（昭和17年）4月15日に進水、12月5日、大酒呑みと傑出した潜水艦指揮能力で知られた安久栄太郎中佐（海兵50期）が艤装員長に着任。1943年1月31日に竣工し、安久中佐は伊36の艦長に着任。呉鎮守府籍。
竣工当日、伊38は呉に移動し、新型の浅深度魚雷の試験と、運砲筒の搭載試験を行った。同日、訓練部隊である呉鎮守府呉潜水戦隊に編入された。
4月1日、呉潜水戦隊は第11潜水戦隊に改編され、第一艦隊所属となる。
30日、第六艦隊第1潜水戦隊第15潜水隊に編入。
5月8日、伊38は後甲板に運砲筒を搭載して呉を出港するが、運砲筒の固縛装置が破損したため佐伯に移動。同地で夜を明かした後、9日に運砲筒を曳航して佐伯を出港。14日、トラックに到着。固縛装置の修理の後運砲筒を再度搭載し、16日にトラックを出港。18日にラバウルに到着して運砲筒を降ろした後、潜水母艦長鯨に横付けして補給を受ける。19日、運砲筒の発進試験を行い、艦首4番魚雷発射管内部の魚雷を除いた全ての魚雷を長鯨に移した。
21日、伊38は食糧と弾薬48.6トンと第7根拠地隊の人員12名を乗せてラバウルを出港し、23日にラエに到着。陸岸からやってきた大発2隻と会合し、輸送物資と便乗者を降ろした後、傷病兵17名を乗せて出港。その後米魚雷艇に発見されて魚雷を合計6本発射されるが、全て回避して離脱に成功。25日にラバウルに到着して便乗者を降ろした。27日、食糧と薬48.6トンと佐世保第5特別陸戦隊の人員29名を乗せてラバウルを出港。28日、ラエ付近で米魚雷艇を発見し、潜航して退避した。その後ラエに到着して輸送物資と便乗者を降ろした後、陸軍兵士6名を乗せて出港。31日、ラバウルに到着して便乗者を降ろした後、特設航空機運搬艦五洲丸（五洋商船、8,592トン）から積荷の積み替えを受ける。6月2日、輸送物資を搭載してラバウルを出港し、4日にラエに到着。陸岸からやってきた大発と会合し、輸送物資を降ろした後、前線視察を終えた第8方面軍司令の今村均大将とその幕僚3名を乗せて出港。6日にラバウルに到着して便乗者を降ろした後、逓信省標準D型船大盛丸（太洋興業、2,998トン）から積荷の積み替えを受ける。また、後甲板に運砲筒を搭載する。9日、輸送物資を搭載してラバウルを出港。11日、サラマウアに到着して輸送物資を降ろした後出港。12日、ラエに到着して運砲筒を発進し、陸軍兵士6名を収容して出港。直後、米軍機に発見されたため急速潜航。爆弾3発を投下されたが、被害はなかった。深夜、別の米軍機に発見されたため、急速潜航。13日、ラバウルに到着して便乗者を降ろした。15日、給油艦鳴戸から燃料補給を受ける。17日、大盛丸から運砲筒の積み替えを受ける。19日、48.5トンの食糧を積んでラバウルを出港。21日、ラエに到着して運砲筒を発進させ、輸送物資を降ろした後出港。23日にラバウルに戻った。24日、大盛丸から運砲筒の積み替えを受ける。25日、整備を受ける。26日、48.5トンの食糧を積んでラバウルを出港。28日夕方、ラエに到着して運砲筒を発進させ、輸送物資を降ろした後、陸軍兵士15名を乗せて出港。30日にラバウルに戻った。7月1日、長鯨に横付けして補給を受ける。
2日、伊38はラバウルを出港し、ソロモン諸島周辺海域に向かった。4日に哨戒区域に到達。5日、輸送船2隻を発見するも、攻撃することができなかった。6日朝、米駆逐艦を発見して雷撃するも、命中しなかった。7日夜、南緯08度00分 東経158度05分 / 南緯8.000度 東経158.083度のニュージョージア海峡で浮上航走中、米駆逐艦ウォーラー(USS Waller, DD-466)に発見され、機銃掃射と砲撃を受ける。伊38は急速潜航したが、爆雷攻撃を受けた。そのため、水深80mの位置まで潜航。1時間半ほど追跡されたが、離脱に成功した。8日、クラ湾を偵察。9日夜と、翌10日にもクラ湾を偵察。11日、たびたび米軍機に発見されて急速潜航して退避した。12日、ラバウルに到着。
17日、伊38は輸送物資を乗せてラバウルを出港。19日夜にラエに到着し、輸送物資を降ろした後出港。その後たびたび空襲を受けたが、21日にラバウルに到着。23日、運砲筒と輸送物資を搭載し、24日に出港。26日、ラエに到着して運砲筒を発進させ、輸送物資を降ろした後出港。28日、ラバウルに到着。30日、ドラム缶入りの輸送物資を乗せてラバウルを出港。途中5個ほどドラム缶が流出するが、8月2日にラエに到着し、輸送物資を降ろした後出港。3日、ラバウルに到着。6日、輸送物資を乗せてラバウルを出港。8日にラエに到着し、輸送物資を降ろした後出港。9日、米軍機を発見したため急速潜航して退避。10日、ラバウルに到着。12日、特設航空機運搬艦名古屋丸（南洋海運、6,072トン）から輸送物資の積み替えを受け、14日に出港。その後、ラバウル沖100浬地点付近で米軍機に発見されて空爆を受ける。15日夜、米軍機6機による爆雷攻撃を受ける。17日、コロンバンガラに到着して輸送物資を降ろした後出港。19日、米B-246機を発見し、急速潜航して退避。20日、ラバウルに到着。26日、逓信省C型貨物船豊丸（中川汽船、2,704トン）から運砲筒の積み替えを受ける。28日、輸送物資を乗せてラバウルを出港。30日にラエに到着して運砲筒を発進させ、輸送物資を降ろした後出港。9月1日、米軍機によりたびたび発見され、その度に潜航して退避。同日、ラバウルに到着。2日、豊丸から運砲筒の積み替えを受ける。7日、輸送物資を乗せてラバウルを出港。10日、コロンバンガラ島付近で米軍機に発見されて空爆を受けるも、命中弾はなかった。12日、ショートランドに到着して輸送物資と運砲筒を降ろした後出港。30分後、米軍機を発見したため急速潜航。2300、米軍機3機に発見されて空爆を受けるが、命中弾はなかった。13日、ラバウルに到着。17日、豊丸から輸送物資の積み替えを受ける。20日、輸送物資を乗せてラバウルを出港。22日、フィンシュハーフェンに到着するが、守備隊との連絡が取れなかったため一旦退避。23日、再度フィンシュハーフェンに接近するが、守備隊との連絡に失敗。その後敵輸送船団を発見したが、輸送物資を積んでいたため攻撃できなかった。24日、フィンシュハーフェンとの守備隊と再度連絡を試みるが失敗。27日、輸送物資を積んだままフィンシュハーフェンを離れる。27日、スルミに到着し、輸送物資の半分を降ろした後出港。28日、ラバウルに到着。10月3日、輸送物資を乗せてラバウルを出港。5日、スルミに到着して輸送物資の3分の1を降ろしたところで米軍機に発見されて攻撃を受けたため一旦退避。その後再度輸送物資を降ろす作業に戻り、作業完了後出港。8日、ラバウルに到着。10日から13日にかけて運貨筒の曳航試験を行うが失敗。その最中の12日にラバウル空襲を受けて潜航退避。15日、輸送物資を乗せてラバウルを出港。16日にスルミに到着するが、激しい雷雨のため輸送物資を降ろすことができなかった。その後米魚雷艇に発見されたため潜航するも、爆雷4発を投下された。17日夜、再度スルミに接近し、陸岸から来た大発2隻に輸送物資の80%を積み替えた後出港。18日、ラバウルを飛行する米軍機を発見し、4回ほど潜航。その後ラバウルに戻った。20日から21日にかけて運貨筒の曳航試験を行った。24日、輸送物資を乗せてラバウルを出港。0915、ラバウルに向かう米軍機を発見し、潜航。25日、スルミに到着して輸送物資を降ろした後出港。その後、米軍機に発見されたため潜航する。26日、ラバウルに到着。29日、輸送物資を乗せてラバウルを出港。出港中、来襲する米軍機を発見したため潜航。31日、シオに到着して輸送物資を降ろした後出港。11月2日1300、ラバウルに到着。その後ラバウルが空襲を受けたため潜航。攻撃後、浮上した伊38は空爆により行動不能となっていた味方輸送船を砲撃処分した。4日、輸送物資の積み込みを行い、5日に運貨筒を曳航してラバウルを出港。その後、米軍機に発見されて攻撃を受けたため急速潜航。浮上後、運貨筒を切り離した。7日、シオに到着して輸送物資を降ろした後、傷病兵を乗せて出港。9日、米軍の哨戒機に発見されたため2度ほど潜航。その後ラバウルに戻った。16日から17日にかけて運貨筒の曳航試験を行った。18日、輸送物資を乗せてラバウルを出港。19日、米魚雷艇に発見されたため潜航して退避するも、爆雷4発を投下された。その後、スルミに到着して輸送物資を降ろした後出港。20日、ラバウルに到着。21日、輸送物資を乗せてラバウルを出港。25日、シオに到着して輸送物資を降ろした後出港。26日、米軍機に発見されて空爆を受けるが、命中弾はなかった。27日、ラバウルに到着。12月1日から7日にかけて運貨筒の曳航試験と、曳航した状態での速力試験を行った。7日、輸送物資を乗せ、運砲筒を曳航してラバウルを出港。9日にスルミに到着し、陸岸からやってきた大発に輸送物資を降ろし、運砲筒の曳航索を大発に渡した後出港。11日、ラバウルに到着。18日から19日にかけて運貨筒の曳航試験を行った。19日、輸送物資を乗せ、運貨筒を曳航してラバウルを出港。21日、シオに到着して輸送物資を降ろし、運貨筒を切り離した後出港。24日にラバウルに到着。26日、ラバウルを出港して29日にトラックに到着。30日にトラックを出港し、1944年（昭和19年）1月7日に呉に到着して修理を受ける。同日までの輸送任務23回全てが成功し、合計753トンの輸送物資をラバウルからラエ、シオ、コロンバンガラ、スルミへ運んだ。15日、第1潜水戦隊の解隊に伴い、第15潜水隊は第六艦隊所属となる。
2月16日、安久中佐は艦長を離任し、大竹の潜水艦学校教官となる。3月6日、安久中佐が再度艦長に着任。15日、当山全信少佐（海兵59期）が艦長に着任。その後伊38は呉を出港し、19日にトラックに到着。30日、トラックを出港し、パラオに向かう。4月4日、第九艦隊の司令部要員の輸送を行うよう命ぜられる。8日、ウェワクに到着し、第九艦隊司令部要員の一部を乗せた後出港。10日にホーランディアに到着し、便乗者を降ろした後出港。12日、ウェワクに到着し、第九艦隊司令部要員の残りを乗せた後出港。14日、ホーランディアに到着し、便乗者を降ろした後出港。19日、トラックに到着。20日、トラックを出港し、27日に呉に到着。同日、下瀬吉郎中佐（海兵58期）が艦長に着任。その後海軍が開発した水陸両用戦車、特四式内火艇を使った特攻作戦竜巻作戦の支援にあたるべく準備を行うものの、特四式内火艇の完成度が低く、実用に耐えないと判明したため作戦は中止された。
5月18日、伊38は呉を出港し、マーシャル諸島東方沖に進出。6月13日、あ号作戦の発動に伴い、マリアナ諸島東方沖に移動。28日、第六艦隊司令部要員の救出に向かうが失敗。7月16日、佐世保に到着して整備を受ける。
10月19日、伊38は呉を出港し、フィリピン東方沖に進出。11月5日、ヌグール環礁を偵察するよう命ぜられる。7日、ルソン島東方沖で米機動部隊を発見したとの報告を最後に消息不明。
アメリカ側記録によると、12日、米駆逐艦ニコラス(USS Nicholas, DD-449)とテイラー(USS Taylor, DD-468)は、軽巡セントルイス(USS St. Louis, CL-49)を護衛してウルシーからコッソル水道に向かっていた。2003、ニコラスは20kmの距離で浮上する潜水艦をレーダー探知。接近した後主砲で砲撃を行った結果、潜水艦は潜航していった。2200、ソナーで潜水艦を探知したため、ニコラスは爆雷18個を落とした結果、潜水艦の反応が消えた。翌13日0030、ニコラスは潜水艦をソナー探知して対潜掃討の準備を行った。攻撃直前、反応がニコラスの右舷側に移動したことがわかったため、右舷機関を後進させて右に舵を切り、反応の直上から爆雷を投下。その数分後、海中で大爆発が起きた。その爆発はすさまじく、ニコラスの艦体が揺さぶられるほどだった。その後、午前中に潜水艦のものと思われる破片と日本兵と思われる死体が海上を漂っているのを確認した。これが伊38の最期の瞬間であり、艦長の下瀬吉郎中佐以下乗員110名全員戦死。沈没地点はパラオ東方沖、北緯08度04分 東経138度03分 / 北緯8.067度 東経138.050度。
12月6日、フィリピン東方沖で亡失と認定され、1945年（昭和20年）3月10日に除籍された。

## 歴代艦長
※『艦長たちの軍艦史』412頁による。

### 艤装員長
1. 安久栄太郎 中佐：1942年12月5日 - 1943年1月31日

### 艦長
1. 安久栄太郎 中佐：1943年1月31日 - 1944年2月15日
2. 不詳：1944年2月15日 -
3. 安久栄太郎 中佐：1944年3月6日 - 3月15日
4. 当山全信 少佐：1944年3月15日 -
5. 下瀬吉郎 中佐：1944年4月27日 - 11月12日戦死